# Kanonbåden Store Bælt
Store Bælt blev bygget på Orlogsværftet og søsat i 1875. Den var søsterskib til Øresund og Lille Bælt, med samme armering. 

## Tekniske data

### Generelt
- Længde: 26,1 m
- Bredde:  8,0 m
- Dybgang: 2,2 m
- Deplacement: 244 ton

### Armering
- Artilleri: 1 styk 25,4 cm kanon (10") og 2 styk 50 mm (4 pund) riflede forladekanoner. Senere omarmeret med 1 styk 57 mm og 6 styk 37 mm kanoner, alle hurtigtskydende.

## Tjeneste
- Søsat i 1875. Udgået i 1912.